# Heinrich Fricke (Leichtathlet)
Heinrich Friedrich Wilhelm Fricke (* 15. April 1898 in Hannover; † 20. Juli 1969 in Hannover) war ein deutscher Leichtathlet, der sich auf den Stabhochsprung spezialisiert hatte.

## Sportliche Karriere
Heinrich Fricke startete bis 1922 für den TK Hannover und 1923 für Hannover 96.
Bei Deutschen Meisterschaften siegte Heinrich Fricke 1917 in Berlin, 1921 in Hamburg und 1922 in Duisburg, wobei er in Duisburg mit 3,80 Meter seine Bestleistung sprang. 1920 in Dresden wurde er Zweiter hinter Ludwig Gaim.
Heinrich Fricke nahm an den ersten beiden Länderkämpfen mit deutscher Beteiligung teil, 1921 gegen die Schweiz wurde er Dritter und 1922 gegen die Schweiz gewann er.